# Edlbach
Edlbach osztrák község Felső-Ausztria Kirchdorf an der Krems-i járásában. 2019 januárjában 655 lakosa volt. 

## Elhelyezkedése

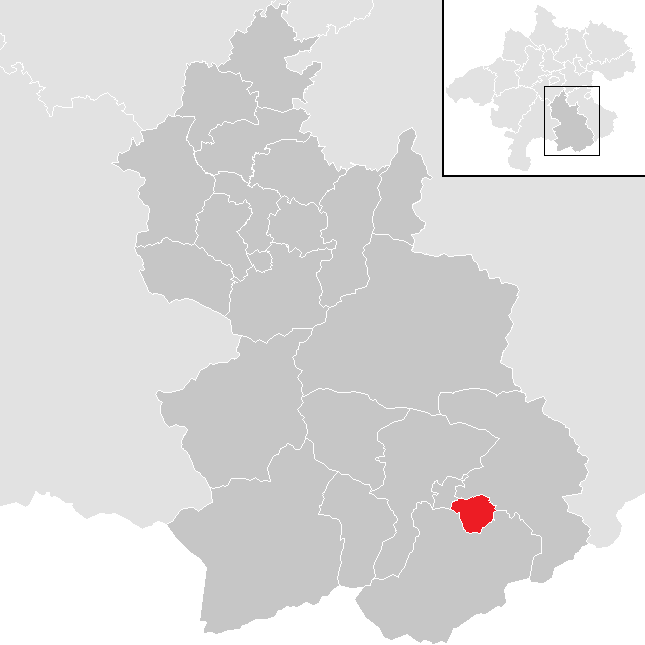
Edlbach a Kirchdorf an der Krems-i járásban

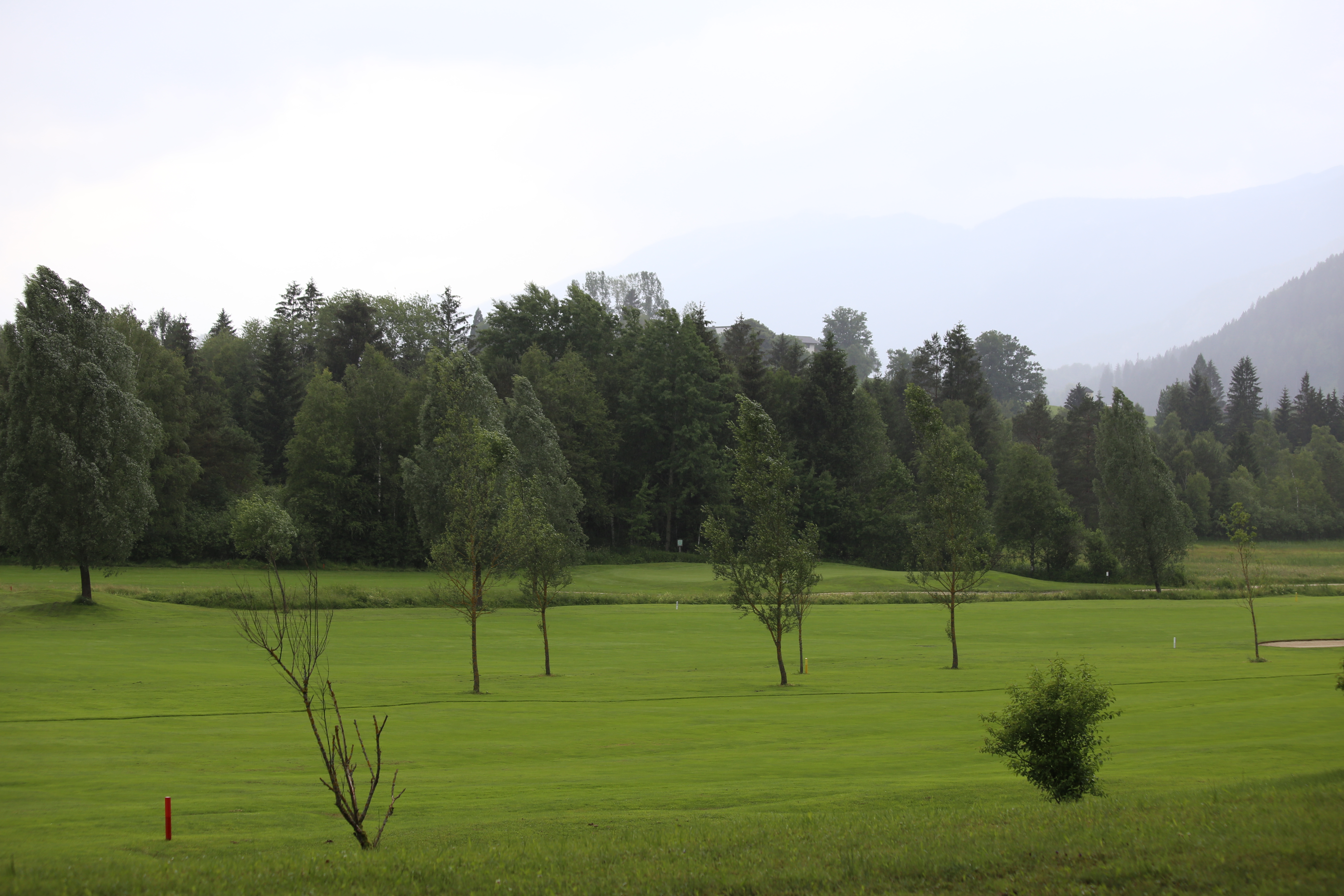
Az edlbachi láp

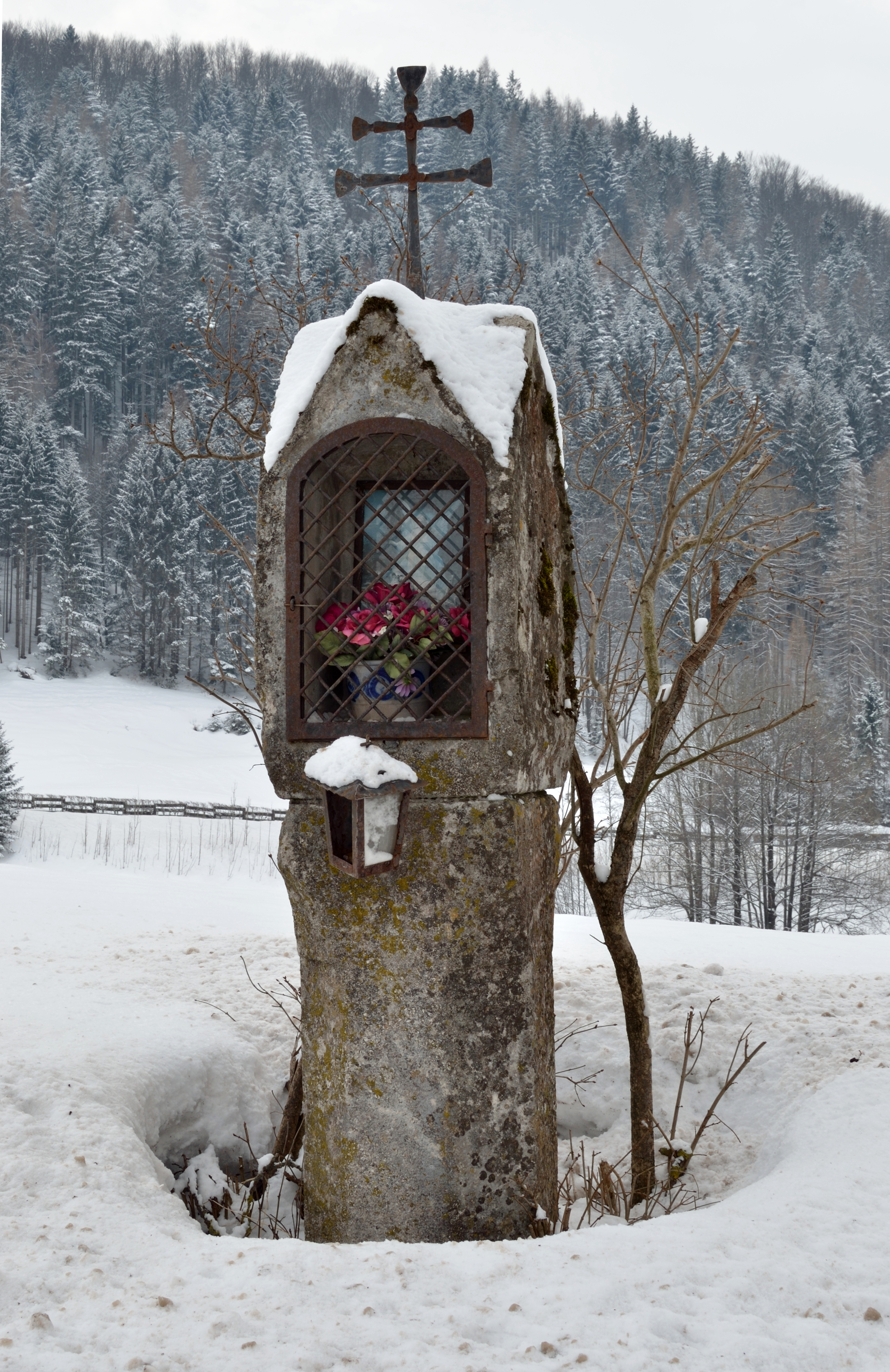
Útmenti szentkép Edlbachban

Edlbach Felső-Ausztria Traunviertel régiójában fekszik az Edlbach folyó mentén, a Felső-Ausztriai Elő-Alpok délnyugati lábánál. Területének 24,1%-a erdő és 65,1% áll mezőgazdasági művelés alatt. Az önkormányzat két településrészt, illetve falut egyesít: Edlbach (527 lakos 2019-ben) és Mitterweng (128 lakos).
A környező önkormányzatok: északkeletre Rosenau am Hengstpaß, délre Spital am Pyhrn, északnyugatra Windischgarsten. 

## Története
Edlbach területe eredetileg Bajorország keleti határvidékéhez tartozott, a 12. században került az Osztrák Hercegséghez. 1490-ben az Ennsen túli Ausztria hercegségéhez sorolták. A napóleoni háborúk során több alkalommal megszállták. 1918-tól Felső-Ausztria tartomány része. Miután a Német Birodalom 1938-ban annektálta Ausztriát, az Oberdonaui gauba osztották be, majd a második világháború után visszakerült Felső-Ausztriához.

## Lakosság
Az edlbachi önkormányzat területén 2019 januárjában 655 fő élt. A lakosságszám 1991-ben érte el csúcspontját 686 fővel, azóta csökkenő tendenciát mutat. 2017-ben a helybeliek 89,2%-a volt osztrák állampolgár; a külföldiek közül 2,5% a régi (2004 előtti), 3,3% az új EU-tagállamokból érkezett. 1,3% a volt Jugoszlávia (Szlovénia és Horvátország nélkül) vagy Törökország, 3,7% egyéb országok polgára volt. 2001-ben a lakosok 88,1%-a római katolikusnak, 2,5% evangélikusnak, 3,2% ortodoxnak, 4% pedig felekezeten kívülinek vallotta magát. Ugyanekkor a legnagyobb nemzetiségi csoportokat a német (95,1%) mellett a szerbek (1,9%) és a magyarok (1,2%; 8 fő) alkották.
A lakosság számának változása:

| 2016 | 645 |
| 2018 | 670 |

## Látnivalók
A községben strand és 18-lyukú golfpálya található, télen pedig szánkópályát üzemeltetnek. 

## Fordítás
- Ez a szócikk részben vagy egészben  az   Edlbach című német Wikipédia-szócikk ezen változatának fordításán alapul.  Az eredeti cikk szerkesztőit annak laptörténete sorolja fel. Ez a jelzés csupán a megfogalmazás eredetét és a szerzői jogokat jelzi, nem szolgál a cikkben szereplő információk forrásmegjelöléseként.